# Serhij Semenow
Serhij Oleksandrowytsch Semenow (ukrainisch Сергій Олександрович Семенов; * 28. Juli 1988 in Tschernihiw, Ukrainische SSR, Sowjetunion) ist ein ehemaliger ukrainischer Biathlet.

## Karriere
Semenow betreibt seit 1999 Biathlon. Der Autoliebhaber wurde von Oleksandr Semenow und Oleksandr Wortschak trainiert. Bei den Junioren-Europameisterschaften 2009 gewann er im Einzel die Silbermedaille. Ab der Saison 2009/10 lief Serhij Semenow im Biathlon-Weltcup. Bereits in seinem zweiten Rennen, einem Sprint in Pokljuka konnte er Platz 19 belegen und erste Weltcuppunkte gewinnen. In kurzer Zeit erreichte er mehrere Platzierungen unter den ersten 25. 2010 erreichte Semenow in Antholz seine bislang beste Platzierung, als er im Sprint auf Rang 13 lief. Serhij Semenow nahm an den Olympischen Winterspielen 2010 teil. Sein bestes Resultat war der 33. Platz im Sprint. In der Saison 2014/15 gewann er nach einem zweiten und einem dritten Platz im Einzel erstmals in seiner Karriere den Weltcup in dieser Wertungskategorie.

## Persönliches
Semenow lebt gemeinsam mit der Schweizer Biathletin Aita Gasparin in ihrer Heimat und ist dort seit 2022 als Assistenztrainer der Juniorenmannschaft für Swiss-Ski tätig. Im Herbst 2022 heiratete das Paar, das seit 2017 zusammen ist.

## Statistiken

### Weltcupplatzierungen
Die Tabelle zeigt alle Platzierungen (je nach Austragungsjahr einschließlich Olympische Spiele und Weltmeisterschaften).
- 1.–3. Platz: Anzahl der Podiumsplatzierungen
- Top 10: Anzahl der Platzierungen unter den ersten zehn (einschließlich Podium)
- Punkteränge: Anzahl der Platzierungen innerhalb der Punkteränge (einschließlich Podium und Top 10)
- Starts: Anzahl gelaufener Rennen in der jeweiligen Disziplin
- Staffel: inklusive Mixed- und Single-Mixed-Staffeln

| Platzierung              | Einzel | Sprint | Verfolgung | Massenstart | Staffel | Gesamt |
| ------------------------ | ------ | ------ | ---------- | ----------- | ------- | ------ |
| 1. Platz                 |        |        |            |             |         |        |
| 2. Platz                 | 1      |        |            |             | 2       | 3      |
| 3. Platz                 | 3      | 1      |            |             | 4       | 8      |
| Top 10                   | 6      | 6      | 2          | 2           | 45      | 61     |
| Punkteränge              | 16     | 56     | 45         | 15          | 60      | 192    |
| Starts                   | 28     | 79     | 57         | 15          | 60      | 239    |
| Stand: 31. Dezember 2021 |        |        |            |             |         |        |

### Olympische Winterspiele
Ergebnisse bei Olympischen Winterspielen:
|                                             | Einzelwettbewerbe | Einzelwettbewerbe | Einzelwettbewerbe | Einzelwettbewerbe | Staffelwettbewerbe | Staffelwettbewerbe |
| Sprint                                      | Verfolgung        | Einzel            | Massenstart       | Herrenstaffel     | Mixedstaffel       |                    |
| ------------------------------------------- | ----------------- | ----------------- | ----------------- | ----------------- | ------------------ | ------------------ |
| Olympische Winterspiele 2010 \| Vancouver   | 33.               | 39.               | 52.               | –                 | –                  |                    |
| Olympische Winterspiele 2014 \| Sotschi     | 41.               | 39.               | 9.                | –                 | 9.                 | 7.                 |
| Olympische Winterspiele 2018 \| Pyeongchang | 46.               | 49.               | 53.               | –                 | 9.                 | –                  |